# Четацеле (Марамуреш)
Четацеле (рум. Cetățele) насеље је у Румунији у округу Марамуреш у општини Шишешти. Oпштина се налази на надморској висини од 416 m.

## Становништво
Према подацима из 2002. године у насељу је живело 667 становника, од којих су сви румунске националности.